# Allopygaea microphalla
Allopygaea microphalla är en tvåvingeart som beskrevs av Tsacas 2000. Allopygaea microphalla ingår i släktet Allopygaea och familjen daggflugor.
Artens utbredningsområde är Benin. Inga underarter finns listade i Catalogue of Life.